# Isidro Lángara
Isidro Lángara Galarraga (ur. 25 maja 1912 w Pasaia, zm. 21 sierpnia 1992 w Andoain) – hiszpański piłkarz pochodzenia baskijskiego, który występował na pozycji napastnika. W latach 1932–1936 reprezentant Hiszpanii, z którą uczestniczył na Mistrzostwach Świata 1934.
Był fenomenalnym strzelcem. W 1930 został piłkarzem Realu Oviedo i w klubie tym grał do wybuchu wojny domowej. Przed nią trzy razy z rzędu zdobywał Trofeo Pichichi, laur dla najlepszego strzelca pierwszej ligi. Wyjechał z kraju, zamieszkał w Meksyku, a następnie w Argentynie. Grał w San Lorenzo (1939–1943) i w 1940 został królem strzelców ligi argentyńskiej. Łącznie dla San Lorenzo zdobył ponad 100 bramek. W Meksyku grał w Real Club España (1943–1946), w 1945 został mistrzem tego kraju, dwukrotnie był królem strzelców ligi. Karierę kończył w Oviedo w 1948, następnie ponownie osiadł w Meksyku.
W reprezentacji Hiszpanii zagrał 12 razy i strzelił 17 bramek. Debiutował 12 lutego 1933 w meczu z Austrią, ostatni raz zagrał w 1938. Podczas MŚ zagrał w dwóch spotkaniach, strzelił bramkę w meczu z reprezentacją Brazylii. Występował także w reprezentacji Kraju Basków, w sezonie 1938/39 grającej w meksykańskich rozgrywkach pod nazwą Club Deportivo Euzkadi. Pracował jako trener.